# Isolatore ottico
Un isolatore ottico, o diodo ottico, è un componente ottico che consente la trasmissione di luce in una sola direzione.
È tipicamente utilizzato per scongiurare retroriflessioni indesiderate in un oscillatore ottico, come una cavità laser.
Il funzionamento del dispositivo si basa sull'effetto Faraday (a sua volta generato dall'effetto magneto-ottico), che è sfruttato nel componente principale dell'isolatore ottico, il rotatore di Faraday.

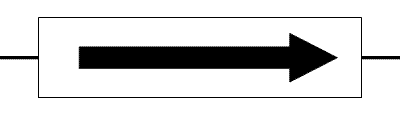
Il simbolo circuitale di un isolatore ottico

## Teoria
Il componente principale di un isolatore ottico è il rotatore di Faraday. Il campo magnetico {\displaystyle B} applicato al rotatore di Faraday causa una rotazione nella polarizzazione della luce dovuta all'effetto Faraday. 
L'angolo di rotazione {\displaystyle \beta } è dato da:
{\displaystyle \beta =\nu Bd\,},
dove, {\displaystyle \nu } è la costante di Verdet del materiale (amorfo o cristallino; solido, liquido o gassoso) del quale il rotatore è realizzato e {\displaystyle d} è la lunghezza del rotatore. Questo è mostrato in Figura 2. In particolare, per un isolatore ottico, sono scelti valori tali da avere una rotazione di 45°.

## Isolatore dipendente dalla polarizzazione

Figura 2: rotatore di Faraday, con un polarizzatore ed un analizzatore. In un isolatore dipendente dalla polarizzazione, l'angolo tra il polarizzatore e l'analizzatore è fissato a 45°, ed il rotatore di Faraday è progettato per indurre una rotazione di 45°.

Un isolatore dipendente dalla polarizzazione, o isolatore di Faraday, è costituito da tre elementi: un polarizzatore di ingresso (polarizzato verticalmente), un rotatore di Faraday ed un polarizzatore di uscita, analizzatore (polarizzato a 45°). 
La luce incidente al polarizzatore di ingresso viene polarizzata verticalmente. Il rotatore di Faraday ruota la polarizzazione della luce di 45°, consentendo alla luce di essere trasmessa attraverso il polarizzatore di uscita fuori dall'isolatore. 
La luce che si propaga in direziona opposta, viene polarizzata a 45° dall analizzatore. La polarizzazione viene poi ruotata di 45° dal rotatore di Faraday, il che fa sì che la luce diviene polarizzata orizzontalmente (poiché la rotazione indotta dal rotatore è nello stesso verso per entrambi i versi nella direzione di propagazione), cioè polarizzata perpendicolarmente al polarizzatore di ingresso dell'isolatore, essendo quindi bloccata da esso ed estinta. 
L'isolatore ottico quindi impedisce che la luce incidente sull'uscita del dispositivo possa attraversare il dispositivo stesso ed uscire dal suo ingresso. 
Gli isolatori dipendenti dalla polarizzazione sono tipicamente utilizzati in sistemi ottici discreti a spazio libero, nei quali in genere la polarizzazione della sorgente è mantenuta dal sistema. Nei sistemi di comunicazione in fibra ottica, la direzione di polarizzazione è tipicamente non mantenuta (dispersione) lungo la propagazione. Di conseguenza, l'angolo effettivo di polarizzazione dà luogo ad una perdita.

## Isolatore indipendente dalla polarizzazione
Un isolatore indipendente dalla polarizzazione è costituito da tre elementi: un cuneo di ingresso birifrangente (con la sua direzione di polarizzazione ordinaria verticale e la direzione straordinaria orizzontale), un rotatore di Faraday ed un cuneo di uscita birifrangente (con la sua direzione di polarizzazione ordinaria orientata a 45° e quella straordinaria a -45°). 
La luce che si propaga da sinistra a destra viene scomposta dal cuneo di ingresso nelle sue componenti verticale (a 0°) ed orizzontale (a 90°), chiamate rispettivamente il raggio ordinario e il raggio straordinario. Il rotatore di Faraday ruota.